# Federació de Futbol de l'Índia
|  | No s'ha de confondre amb Associació Índia de Futbol. |

La Federació de Futbol de l'Índia, també coneguda per les sigles AIFF (en anglès: All India Football Federation, en hindi: अखिल भारतीय फुटबॉल संघ), és l'òrgan de govern del futbol a la república de l'Índia. Va ser fundada l'any 1937 i està afiliada a la Federació Internacional de Futbol Associació (FIFA) i a la Confederació Asiàtica de Futbol (AFC) des de 1948 i 1954 respectivament.
Des de 1997 és membre de la Federació de Futbol de l'Àsia del Sud (SAFF).
L'AIFF és la responsable d'organitzar el futbol de totes les categories, incloses les de futbol femení, futbol sala, futbol platja i les respectives seleccions nacionals. La federació també gestiona indirectament les competicions locals de futbol a través de les 38 associacions estatals de futbol afiliades a l'AIFF.
Els antecedents de l'AIFF es remunten al 1893 amb la fundació de la Indian Football Association (IFA) a la regió de Bengala. L'any 1937, l'IFA i set associacions regionals més reunides a Shimla van fundar l'AIFF, però no va ser fins a l'any 1947, just després de la independència de l'índia, quan l'AIFF va afiliar-se a la FIFA i va crear la selecció nacional de futbol.
El 1941, l'AIFF va crear el Trofeu Santosh, que és una competició eliminatòria disputada per les associacions estatals regionals i les institucions governamentals de la Federació.
El 1977, l'AIFF va iniciar la Copa Federació, que va ser el primer torneig nacional basat en clubs del país.
El 1996, l'AIFF va començar la primera Lliga Nacional de Futbol (en anglès: National Football League). El 2007, la Lliga Nacional de Futbol es va reformar com a I-League, la primera lliga de futbol professional del país.
El 2013, l'AIFF va crear la Súper Lliga Índia (en anglès: Indian Super League), que és la segona lliga més important de l'Índia i, el 2016, la Lliga Femenina Índia (en anglès: Indian Women's League).